# Rezerwat przyrody Wąwóz Bolechowicki
Rezerwat przyrody Wąwóz Bolechowicki – krajobrazowy rezerwat przyrody obejmujący dolną część Doliny Bolechowickiej. Jest to rezerwat częściowy, dopuszczalna jest wspinaczka skałkowa, pod warunkiem korzystania wyłącznie z zamocowanych już haków. Utworzony został w 1968, ma powierzchnię 22,44 ha. Znajduje się na Wyżynie Olkuskiej w jednej z dolin Parku Krajobrazowego Dolinki Krakowskie. Administracyjnie są to tereny wsi Karniowice w gminie Zabierzów.
Ochronie podlega: Brama Bolechowicka u wylotu wąwozu, znajdujące się za nią skały wapienne wraz z jaskiniami oraz odznaczające się zbiorowiska roślinne w dolinie i na zboczach wąwozu. Do zbiorowisk tych należą: łęg olszowy, grąd, las mieszany, murawy naskalne i zarośla kserotermiczne. Są to zbiorowiska naturalne lub półnaturalne, powstałe w wyniku prowadzonej tutaj przed utworzeniem rezerwatu gospodarki człowieka.

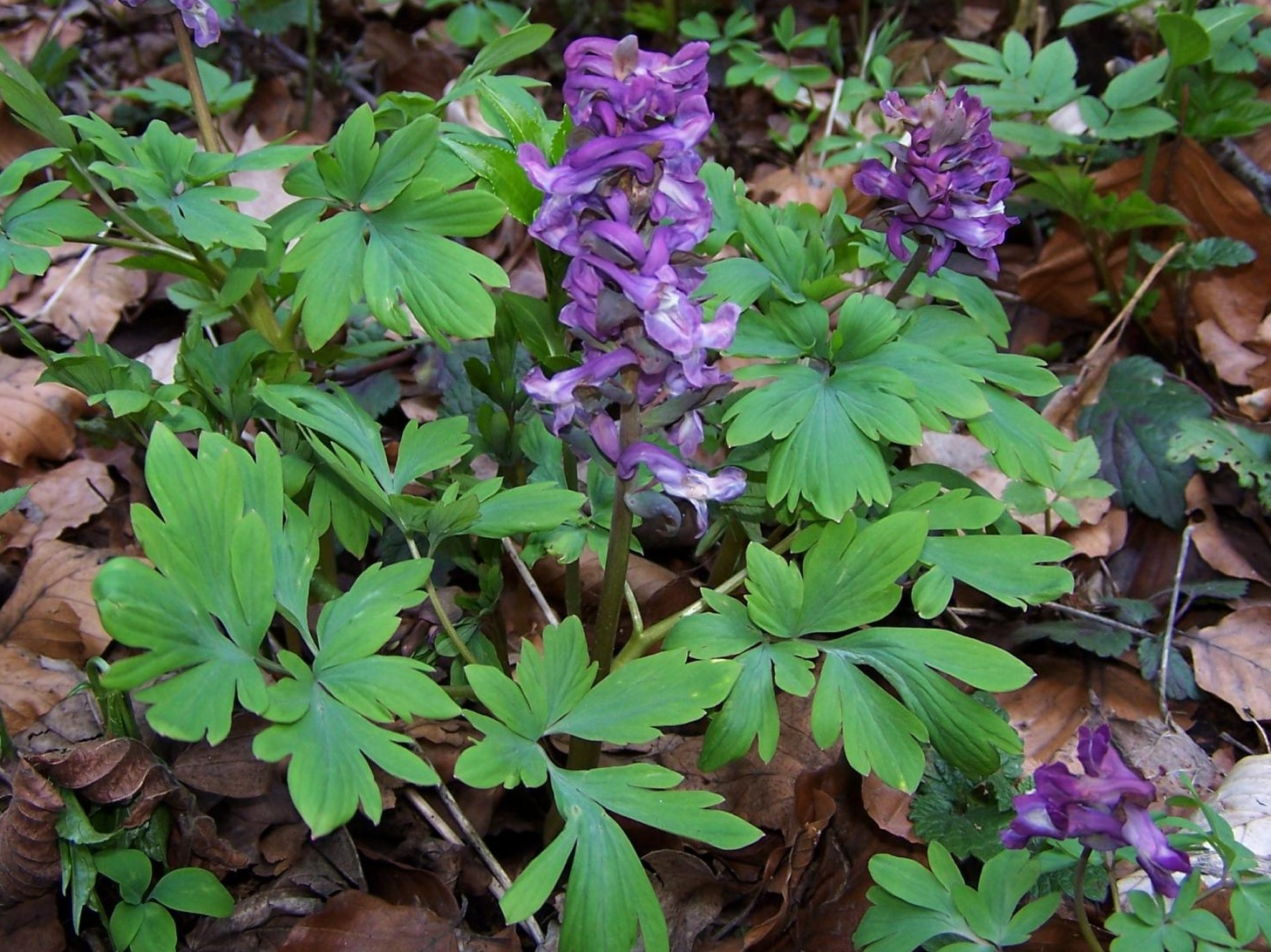
Kokorycz pusta

Znajdują się tutaj stanowiska rzadkiego endemitu – brzozy ojcowskiej. Wiosną, przed rozwojem liści przez drzewa masowo zakwitają: kokorycz pełna, zawilec gajowy i żółty, śledziennica skrętolistna, zdrojówka rutewkowata, fiołek Rivina, pierwiosnek lekarski, miodunka ćma.
Dnem wąwozu płynie niewielki potok Bolechówka zasilany kilkoma źródłami krasowymi, na którym występują małe wodospady.
Od 2008 rezerwat włączony został do Europejskiej Sieci Ekologicznej Natura 2000 jako ostoja siedliskowa „Dolinki Jurajskie”. Umieszczone przy Bramie Bolechowickiej tablice opracowane przez specjalistów z akademii Górniczo-Hutniczej w Krakowie w ramach projektu Małopolski Szlak Geoturystyczny informują o budowie geologicznej tego wąwozu.

## Szlaki turystyki pieszej
– czarny z Bolechowic do wylotu Wąwozu Bolechowickiego.
 – żółty z Ojcowskiego Parku Narodowego przez górną część Doliny Kluczwody i Wierzchowie, Zelków, Dolinę Bolechowicką (w dół), Karniowice, Kobylany, Dolinę Będkowską, Dolinę Szklarki do Paczółtowic.